# Benthobatis marcida
Benthobatis marcida is een vissensoort uit de familie van de schijfroggen (Narcinidae). De wetenschappelijke naam van de soort is voor het eerst geldig gepubliceerd in 1909 door Bean & Weed.